# Hildebrandshagen
Hildebrandshagen ist ein Ortsteil der Gemeinde Sundhagen im Landkreis Vorpommern-Rügen.

Hildebrandshagen zwischen 1880 und 1920

## Geografie und Verkehr
Hildebrandshagen liegt 10 Kilometer nordöstlich der Stadt Grimmen, 14,5 Kilometer südlich von Stralsund und 18,5 Kilometer nordwestlich von Greifswald. Der Anschluss Stralsund der A 20 ist 11 km entfernt. Östlich des Ortes verläuft seit 1863 die Bahnstrecke Greifswald–Stralsund und weiter östlich die ehemalige Bundesstraße 96, die jetzige Bundesstraße 105.

## Geschichte
Hildebrandshagen wurde erstmals am 13. Januar 1301 als Hildebrandeshaghen urkundlich genannt. In der Urkunde wurde bestätigt, dass die Gebrüder vom Wolde 4 Hufen in Hildebrandshagen verkauften.
Schon in der schwedischen Matrikelkarte von 1696 für Hildebrandshagen ist die Dreiteilung des Dorfes erkennbar.
Im preußischen Urmesstischblatt (PUM) von 1835 wurden die drei Teile der Siedlung dann benannt. Es waren der „Norderhof“, der „Mittelhof“ und der „Süderhof“. Das Dorf zog sich über 2,5 Kilometer Länge von Nord nach Süd hin. Die genannten Höfe waren noch unbezeichnet, sie waren mittelgroß. Bei jedem Hof befanden sich einige Landarbeiterkaten.
1871 hatte Hildebrandshagen folgende amtliche Statistik: Hildebrandshagen – Nordhof hatte 7 Wohngebäude, in denen 13 Haushaltungen vorhanden waren. Der Wohnplatz hatte 67 Einwohner, 1867 waren es nur 46. Hildebrandshagen – Mittelhof hatte 5 Wohnhäuser mit 7 Haushaltungen, 33 Einwohner – hier waren es 1867 noch 36. Hildebrandshagen – Südhof  hatte 5 Wohnhäuser mit 11 Haushaltungen, 52 Einwohner – sie waren 1867 nur einer weniger. Alle Einwohner der Wohnplätze hatten die evangelische Konfession.
Das Messtischblatt (MTB) von 1880 zeigt den Nordhof kompakt als Vierseithof mit etwas abgesetzter Landarbeiteransiedlung. Der Mittelhof blieb relativ klein, seine Besonderheit war jetzt die für das Dorf ausgewiesene Schmiede. Auch der Südhof als Dreiseithof blieb klein, bei ihm war die Schule des Dorfes aufgebaut worden. Auch bei den letzteren Höfen gab es  2 bis 3 Katen.
1920 zeigen sich in dem MTB neue Aspekte: Der Nordhof wird als Dominal bezeichnet und ist ein Pachthof. Der Mittelhof wurde ein Privatgut, dorthin wurde die Schule verlegt, die Schmiede blieb aber bestehen. Auch der Südhof wird als Dominal bezeichnet und deshalb Pachthof. Die dortige Landarbeitersiedlung hatte sich vergrößert.
In der DDR-Zeit wurde der Südhof abgeräumt, lediglich drei kleine Neubauernhöfe entstanden dort. In Richtung Mittelhof entstand ein kleiner LPG-Hof, der nach 1990 privatrechtlich weiter bestand. Beim Mittelhof wurde neben der alten Gutsanlage, die zum Teil erhalten blieb ein weiterer LPG-Hof eingerichtet. Der Nordhof blieb im Bestand erhalten, wurde aber zum Teil um- oder ausgebaut. Insgesamt entwickelte sich hier am Nordhof das Hauptdorf Hildebrandshagen.
Zwischen Hildebrandshagen und Altenhagen entstand in den letzten Jahren ein großer Solarpark mit 13,9 Hektar.
Am 1. Juli 1950 wurde Hildebrandshagen nach Behnkendorf eingemeindet.
Hildebrandshagen kam am 7. Juni 2009 als Teil der Gemeinde Behnkendorf zur neuen Gemeinde Sundhagen.

## Sehenswürdigkeiten
- Gutsanlage mit Herrenhaus am Mittelhof

→ Siehe auch Liste der Baudenkmale in Sundhagen